# Sliver (singolo)
Sliver è un singolo del gruppo grunge dei Nirvana pubblicato nel 1990 da Sub Pop Records.

## Il disco
(Sliver, Nirvana)
La canzone parla di un episodio che sarebbe capitato a Kurt Cobain quand'era bambino. I suoi genitori, volendo andar a vedere uno spettacolo, lo lasciarono dai nonni. Egli, non sopportando il fatto di essere stato "scaricato" dai nonni, implorò sua nonna di riportarlo a casa, come infatti ripete molte volte nel ritornello: «Grandma, take me home» ovvero "Nonna, portami a casa mia".

### Registrazione
Il singolo fu inciso usando gli stessi strumenti usati fino a poco prima dai Tad, i quali avevano momentaneamente lasciato la sala d'incisione per una breve pausa. Il brano venne inciso in poco meno di un'ora, giusto il tempo in cui i Tad si erano riposati. Alla batteria c'era Dan Peters dei Mudhoney.

### Pubblicazione
Una seconda edizione del singolo venne pubblicata nel 1992 per promuovere l'album Incesticide. La canzone apparve anche nell'album "Nirvana" del 2002.

## Video musicale
Il videoclip venne girato da Kevin Kerslake nel marzo 1993 nel garage della casa di Cobain a Seattle. All'inizio si vede Frances Bean Cobain, figlia di Kurt che all'epoca non aveva ancora compiuto un anno, ballare sull'introduzione del basso. Questo video venne in parte censurato da MTV perché affissi alle pareti del garage c'erano dei poster pubblicitari di note marche.

## Tracce
1. Sliver – 2:14
2. Dive – 3:53
3. About a Girl – 2:29 (edizioni musicali dal vivo 9/02/1990, solo versione CD)
4. Spank Thru – 2:58 (edizioni musicali dal vivo 9/02/1990, solo versione CD)

## Formazione
- Kurt Cobain - voce, chitarra
- Krist Novoselic - basso
- Chad Channing - batteria
- Dan Peters - batteria in Sliver

## Classifiche
| Classifica (1991–93)      | Posizione massima |
| ------------------------- | ----------------- |
| Irlanda                   | 23                |
| Regno Unito               | 90                |
| Stati Uniti (alternative) | 19                |

## Cover
- Sliver è stata reinterpretata dai The Gaslight Anthem nella deluxe edition dell'album del 2012 Handwritten.